# Juan José Baz
Juan José del Refugio Baz Palafox (Guadalajara, Jalisco; 24 de junio de 1820 - Ciudad de México, 22 de octubre de 1887), citado como Juan José Baz, fue un político y militar mexicano.

## Biografía
Juan José Baz nació en Guadalajara; fue hijo de Diego Baz y de Concepción Palafox Lozano. Recibió educación en una escuela lancasteriana y también concurrió al Seminario Conciliar de México.[cita requerida]
En 1838, con 18 años de edad, se enroló en el partido de Valentín Gómez Farías, y con su familia se trasladó a la Ciudad de México. Para 1846 se pronunció contrario a los fueros y favorable a las ideas de desamortización eclesiástica y de tolerancia de cultos. En 1846, fue designado por Gómez Farías gobernador del Distrito Federal (antiguo nombre de lo que hoy es la Ciudad de México). En 1847, defendió la capital en su rol de jefe de la Guardia Nacional. Luego de ser ocupada la Ciudad de México, fue jefe político de Taxco. Durante la presidencia de Mariano Arista, fue regidor del Ayuntamiento y, en 1853, fue designado por Antonio López de Santa Anna asesor de la comandancia militar. Sin embargo, fue desterrado por Santa Anna, por haber votado en contra de la permanencia de éste en el poder. Se exilió en Europa, de donde regresó en 1855, tras el triunfo del Plan de Ayutla, que puso fin a la dictadura de Santa Anna.[cita requerida]
Entre 1855 y 1856, fue Gobernador del Distrito Federal, y formó parte del Congreso Constituyente de 1856 y 1857. Participó de la Guerra de Reforma, siendo vencido en marzo de 1858 en la batalla de Salamanca, y posteriormente fue encarcelado. Logró fugarse hacia Morelia, donde funda el periódico "La Bandera Roja". Antes de la ocupación francesa de junio de 1863, fue nombrado nuevamente Gobernador del Distrito Federal, pero debe exiliarse a Nueva York ante el ingreso de los franceses, y desde Nueva York organiza una expedición fallida, cuyo objetivo era Veracruz pero naufragó.[cita requerida]
El jueves de la Semana Santa de 1856, siendo jefe de gobierno del Distrito Federal, recibió la orden del presidente Ignacio Comonfort para recibir las llaves de la Ciudad, como todos los años se hacía; la iglesia, negando la constitución de Reforma, se negó a realizar emblemática acción y prohibió la entrada al Gobernador, y con la intención de entrar a caballo a la plaza de la Iglesia Catedral Metropolitana, para no causar bajas innecesarias por su acción, se retiró del lugar.
Después del exilio en Nueva York, regresó a México y con Porfirio Díaz estuvo en el sitio de Puebla y en el sitio y toma de la Ciudad de México en 1867, hechos que dieron fin al reinado de Maximiliano I.